# Elkana (Israelische Siedlung)

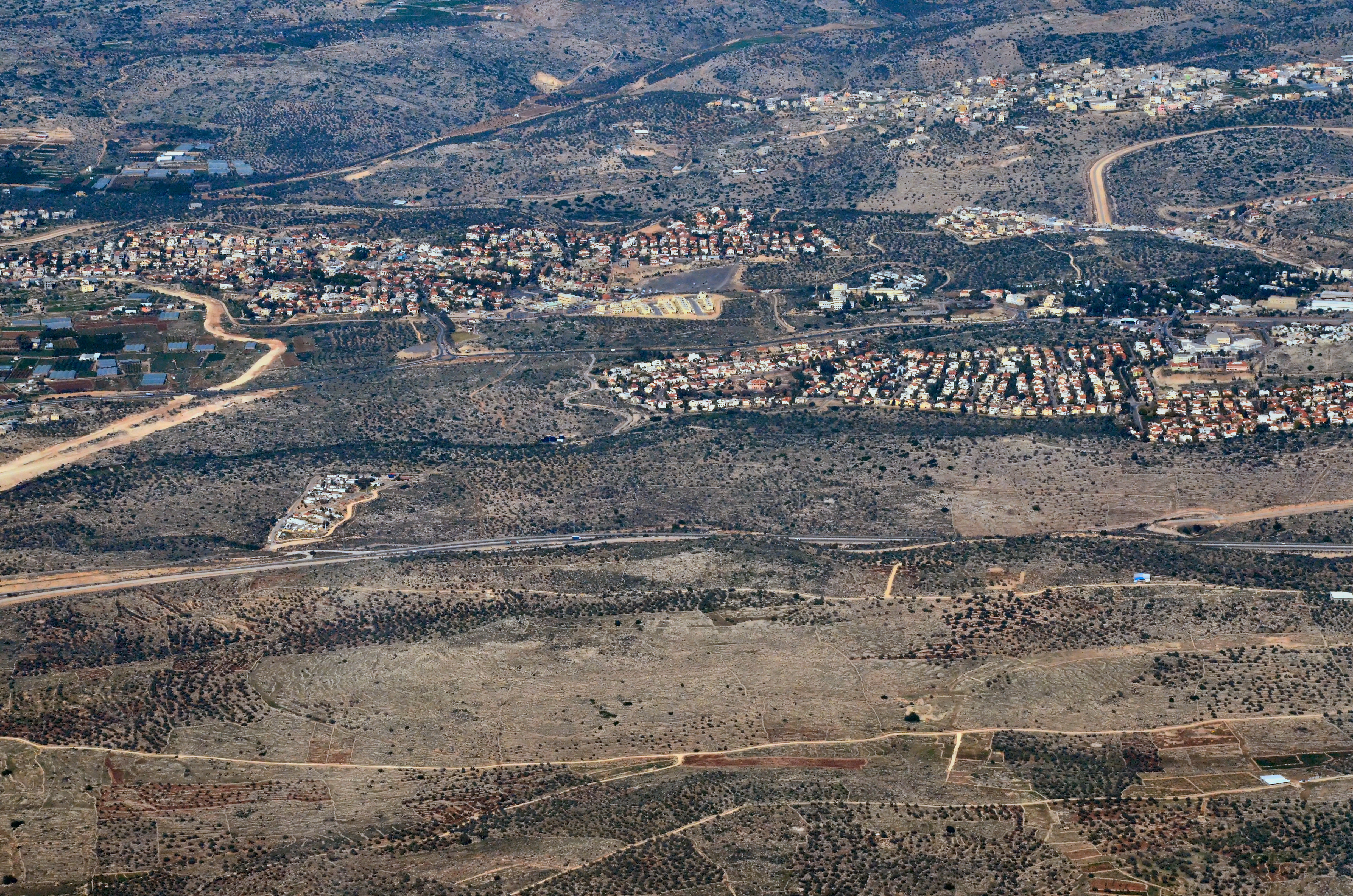
Elkana

Elkana ist eine völkerrechtswidrig  angelegte  israelische Siedlung im Westjordanland, die 1977 gegründet wurde. Die israelische Siedlung wurde nach dem biblischen Elkana benannt, dem Vater des Propheten Samuel. Seit 1981 ist der Ort auch Verwaltungssitz der gleichnamigen Gemeindeverwaltung (מועצה מקומית אלקנה). Die Einwohnerzahl beträgt 4.133 (Stand: Januar 2022). 2015 lebten 3.945 Personen in der israelischen Siedlung.